# Morris from America
Pour plus de détails, voir Fiche technique et Distribution.
Morris from America est un film dramatique américain écrit et réalisé par Chad Hartigan  et sorti en 2016.

## Fiche technique
- Dates de sortie : 
  - États-Unis : 22 janvier 2016 (Festival du film de Sundance)

## Distribution
- Craig Robinson : Curtis Gentry
- Carla Juri : Inka
- Lina Keller : Katrin
- Markees Christmas : Morris Gentry
- Jakub Gierszał : Per
- Levin Henning : Bastian
- Patrick Güldenberg : Sven
- Eva Löbau : Katrin's Mother
- Leon Badenhop : Rainer
- Marie Löschhorn : Birgit
- Josephine Becker : Nadine
- Roger Ditter : Alex
- Florian Von Stockum : Jakob
- Nora Borchert : Ballet Dancer
- Diana Ionescu : Ballet Dancer
- Anna Sodan : Ballet Dancer
- Anabel Möbius : Industrial Party Girl
- Lukas Ritter : Gotta Pee Real Bad Guy
- Thorsten Wenning : Youth Centre Adult
- Liv Scharbatke : Phone Sex Operator
- Josephine Fabian : Phone Sex Woman
- Manuel Hafner : Franz
- Hugo Manuel : Chad Valley
- Kai Michael Müller : Olaf
- Benedikt Crisand : Lukas